# Hendrik II van Ville-sur-Illon

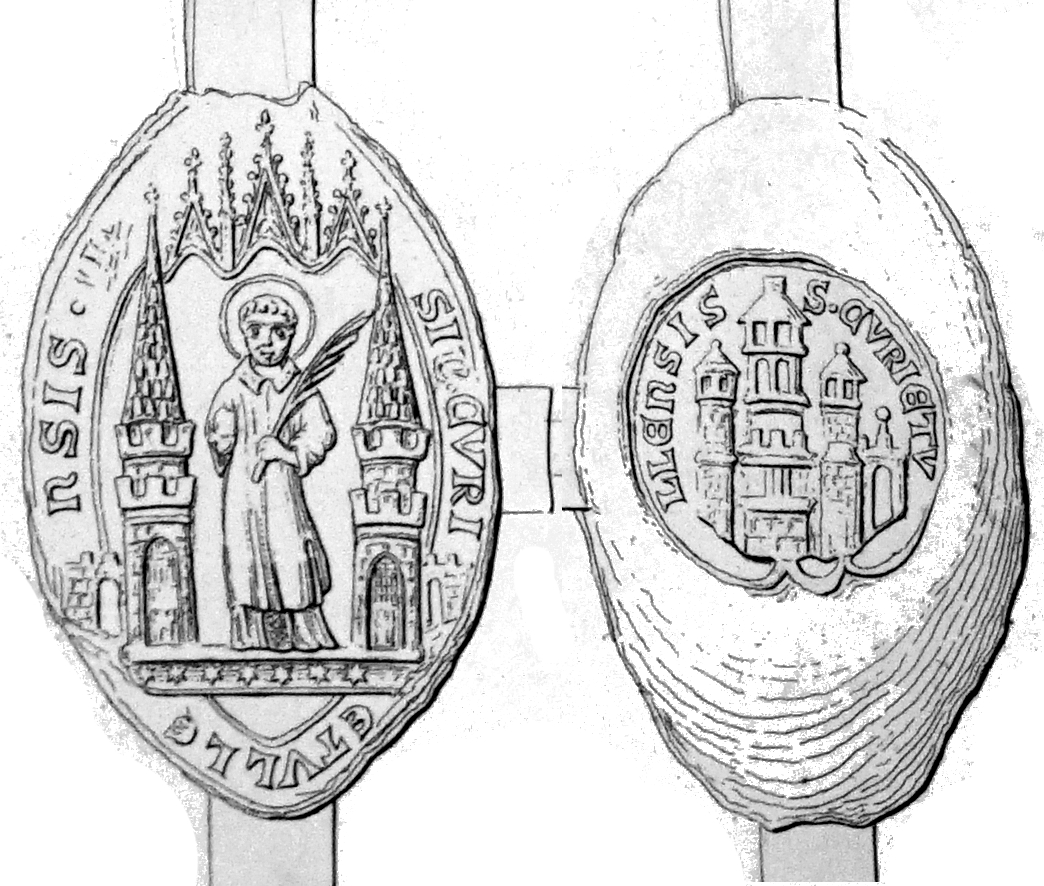
Bisschoppelijk zegel van Hendrik II

Hendrik II van Ville-sur-Illon (Ville-sur-Illon, eind 14e eeuw – Liverdun, 12 maart 1436) was prins-bisschop van Toul (1409-1436), gelegen in het Rooms-Duitse Rijk. In de Honderdjarige Oorlog koos hij partij voor de Franse koning en tegen de Bourgondiërs. Tijdens zijn bestuur verliet de jonge Jeanne d’Arc uit het dorpje Domrémy het prinsbisdom.

## Levensloop

### Pauselijk kapelaan
Hendrik was een telg van het Huis Lotharingen. Zijn ouders waren Jan van Ville-sur-Illon en Margaretha van Villersexel. Hendrik was kapelaan aan het hof van tegenpaus Benedictus XIII in Avignon. Na de dood van zijn broer, Filips van Ville-sur-Illon en prins-bisschop van Toul, eiste Karel II van Lotharingen dat Hendrik de opvolger werd (1409). Benedictus XIII wijdde hem tot bisschop van Toul in zijn paleis in Perpignan (1409).

### Prins-bisschop van Toul

#### Huis Lotharingen aan de macht in Lotharingen
Hendrik voerde een actiever beleid in Toul dan zijn broer Filips. Filips liet de politiek over aan Karel II van Lotharingen. Hendrik ging in discussie met Karel II. Hendrik wou de afspraken tussen de stad Toul en de hertog herzien. Karel II antwoordde met een vraag voor een hoge som geld als compensatie. Aangezien zulke som geld niet te vinden was in Toul, leende Hendrik het geld bij de bisschop van Metz. Bovendien riep Hendrik de hulp in van Karel VI, koning van Frankrijk, zodat er ruzie ontstond tussen Karel II van Lotharingen en Hendrik, beiden van hetzelfde Huis Lotharingen. Kardinaal Lodewijk I van Bar moest tussen beide familieleden bemiddelen. In 1411 ontving Hendrik in Salzburg van keizer Sigismund de wereldlijke regalia van Toul. Hendrik mocht zich voortaan prins-bisschop van Toul noemen.

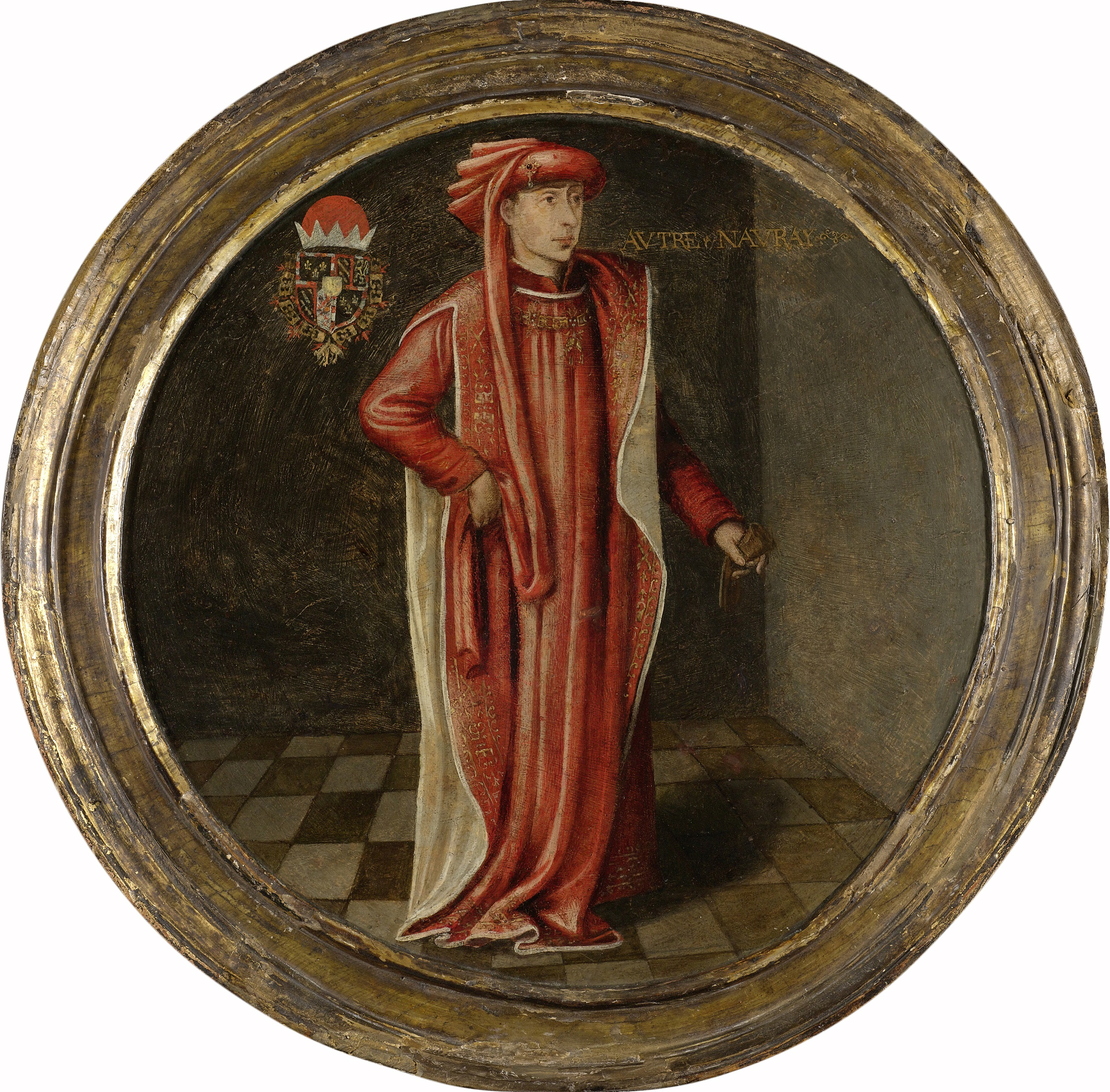
Filips de Goede van Bourgondië bracht de Honderdjarige Oorlog naar Lotharingen

In 1414 werden er 2 Franse prelaten overvallen in Toul; ze waren op weg naar het Concilie van Konstanz. De rovers sloten de prelaten op in het kasteel van Removille, in het prinsbisdom. De bisschoppelijke troepen geholpen door deze van Karel II van Lotharingen en kardinaal van Bar bestormden 12 dagen lang het kasteel. De prelaten konden niet gered worden; de rovers werden opgehangen en het kasteel werd in brand gestoken. Bisschop Hendrik trok nu zelf naar het concilie van Konstanz.
Karel II van Lotharingen zocht opnieuw oorlog met Toul. Hij beweerde dat de bastaardzonen van priesters - op wie hij als hertog van rechtswege toezicht had - zich in de stad voor hem verscholen. Een oorlog brak uit tussen Lotharingen en Toul, waarbij de legers zware vernielingen aanbrachten op elkaars grondgebied. In 1420 werd vrede gesloten tussen Karel II en het prinsbisdom. De vrede kreeg de naam de vrede van de priesterzonen. Hendrik begon aan de heropbouw van de stad. Het bisschoppelijk paleis was in puin en werd heropgebouwd. Tevens bouwde hij de forten van Brixey, Blénod en Mézières uit. Hij liet roofridders oppakken, organiseerde de processies van de Heilige Nagel en liet heksen verbranden. Haast ongemerkt verhuisde Jeanne d’Arc, een meisje van het dorp Domrémy in het prinsbisdom, naar het buurland Frankrijk (1629). Zij stelde zich in dienst van de toekomstige koning Karel VII. Frankrijk was verwikkeld in de Honderdjarige Oorlog. Jeanne d’Arc had een wapenuitrusting gevraagd aan Robert de Baudricourt, Frans commandant van Vaucouleurs. Deze Baudricourt teisterde overigens met rooftochten het prinsbisdom. De burgers van Toul kregen Baudricourt te pakken en hij stierf eenzaam in de gevangenis van Toul.

#### Huis Anjou aan de macht in Lotharingen
In 1431 stierf Karel II van Lotharingen. Hij werd opgevolgd door Isabella van Lotharingen, doch vooral door haar man René I van Anjou Iure uxoris. René bood na de begrafenis van Karel II aan Hendrik een bestuursfunctie aan in het hertogdom Lotharingen. Deze weigerde om gezondheidsredenen. In hetzelfde jaar nam Filips de Goede, hertog van Bourgondië, René I van Anjou gevangen. Isabella van Lotharingen vroeg regelmatig raad aan bisschop Hendrik in staatszaken. Hendrik zorgde ook voor 2 van haar kinderen bij hem in Toul. Hendrik onderhandelde met de Bourgondiërs voor de vrijlating. René van Anjou kwam vrij doch bisschop Hendrik stuurde de 2 kinderen naar de Bourgondische gevangenis, zoals overeengekomen (1437).
Het machtige hertogdom Bourgondië was een grotere bedreiging geworden voor het prinsbisdom Toul dan het hertogdom Lotharingen. Hendrik werd in latere tijden als een van de grote figuren van het prinsbisdom Toul aanzien, omwille van zijn weerstand tegen de Bourgondiërs. In 1436 stierf Hendrik in zijn kasteel van Liverdun. Zijn lichaam werd in de kathedraal van Toul begraven, rechts van het hoofdaltaar.